# Villa Littorio
Villa Littorio (fino al 1930 Fogna) è un centro abitato d'Italia, frazione del comune di Laurino.
Al censimento del 21 ottobre 2001 contava 612 abitanti.

## Storia
In origine il paese era chiamato Fogna (a volte detto anche "Fonga").
Villa Littorio rimase un villaggio autonomo fino al 1875, quando il paese divenne parte integrante del vicino paese Laurino, diventando così una frazione di quest'ultimo.
Durante il periodo del Fascismo, nei primi anni 30, il paese cambierà nome in quello che è il nome tuttora in uso. Il nome "Villa Littorio" deriva dal "Fascio Littorio" ("fasces lictorii" in latino), armi celebrative usate nell'antica Roma, simbolo del Partito Nazionale Fascista.
Invece il vecchio nome Fogna sembra derivare dalla parola dialettale "Fonga", parola che fa riferimento ad una sorta di gravina, ma in virtù del fatto che il nome "fogna" avrebbe potuto avere un significato denigratorio, il nome venne cambiato.
Nel dopoguerra si è provveduto a rinominare tutti i paesi con nomi che alludevano al fascismo, tranne appunto Villa Littorio. Questo fa di Villa Littorio l'unico paese italiano con un nome che fa riferimento al periodo fascista (se si esclude Imperia, dal richiamo più sfumato) .
Villa Littorio è stata parzialmente danneggiata dal terremoto dell'Irpinia del 1980.
Il centro storico è caratterizzato principalmente da case fatte in pietra.

## Geografia fisica
Il centro abitato è sito a 625 m sul livello del mare.